# Veronica rotunda
Veronica rotunda är en grobladsväxtart. Veronica rotunda ingår i släktet veronikor, och familjen grobladsväxter.

## Underarter
Arten delas in i följande underarter:
- V. r. rotunda
- V. r. subintegra
- V. r. petiolata